# Акуй (Молдова)
Акуй (рум. Acui) — село в Кантемирском районе Молдавии. Наряду с сёлами Баймаклия и Сухат входит в состав коммуны Баймаклия.

## История
5 июля 1958 года сёла Верхний Акуй, Нижний Акуй и Средний Акуй объединены в село Акуй.

## География
Село расположено на высоте 145 метров над уровнем моря.

## Население
По данным переписи населения 2004 года, в селе Акуй проживает 547 человек (272 мужчины, 275 женщин).
Этнический состав села:
| Национальность | Число жителей | Процентный состав |
| -------------- | ------------- | ----------------- |
| молдаване      | 505           | 92.32             |
| гагаузы        | 33            | 6.03              |
| болгары        | 4             | 0.73              |
| румыны         | 2             | 0.37              |
| украинцы       | 1             | 0.18              |
| прочие         | 2             | 0.37              |
| Всего          | 547           | 100%              |